# Косарська сільська рада
Коса́рська сільська́ ра́да — адміністративно-територіальна одиниця та орган місцевого самоврядування в Кам'янському районі Черкаської області. Адміністративний центр — село Косарі.

## Загальні відомості
- Населення ради: 2 243 особи (станом на 2001 рік)

## Населені пункти
Сільській раді були підпорядковані населені пункти:
- с. Косарі

## Склад ради
Рада складалася з 20 депутатів та голови.
- Голова ради: Воропай Василь Васильович

### Керівний склад попередніх скликань
| Прізвище, ім'я, по батькові | Основні відомості                                                               | Дата обрання | Дата звільнення            |
| --------------------------- | ------------------------------------------------------------------------------- | ------------ | -------------------------- |
| Безніс Олег Юрійович        | Сільський голова, 1949 року народження, безпартійний                            | 26.03.2006   | 23.06.2008                 |
| Воропай Василь Васильович   | Сільський голова, 1956 року народження, освіта середня спеціальна, безпартійний | 30.11.2008   | 31.10.2010                 |
| Воропай Василь Васильович   | Сільський голова, 1956 року народження, освіта середня спеціальна, безпартійний | 31.10.2010   | 31.01.2015 (загинув в АТО) |

Примітка: таблиця складена за даними сайту Верховної Ради України

### Депутати
За результатами місцевих виборів 2010 року депутатами ради стали:

#### За суб'єктами висування
| Суб'єкт висування                                     | Кількість обраних депутатів | %  |
| ----------------------------------------------------- | --------------------------- | -- |
| Самовисування                                         | 15                          | 75 |
| Політична партія «Наша Україна»                       | 2                           | 10 |
| Комуністична партія України                           | 1                           | 5  |
| Партія регіонів                                       | 1                           | 5  |
| Політична партія "Діти війни «Народна партія України» | 1                           | 5  |

#### За округами
| № округу                                              | Прізвище, ім'я, по батькові         | Дата визнання обраним | Освіта             | Партійна приналежність                                      | Відомості про обраного депутата                             |
| ----------------------------------------------------- | ----------------------------------- | --------------------- | ------------------ | ----------------------------------------------------------- | ----------------------------------------------------------- |
| Комуністична партія України                           |                                     |                       |                    |                                                             |                                                             |
| 11                                                    | Душейко Ліна Іванівна               | 03.11.2010            | середня спеціальна | член Комуністичної партії України                           | ТВ БВ «Ощадбанк», контролер-касир                           |
| Партія регіонів                                       |                                     |                       |                    |                                                             |                                                             |
| 9                                                     | Пащенко Олександр Іванович          | 03.11.2010            | середня спеціальна | член Партії регіонів                                        | фізична особа-підприємець, директор                         |
| Політична партія "ДІТИ ВІЙНИ «НАРОДНА ПАРТІЯ УКРАЇНИ» |                                     |                       |                    |                                                             |                                                             |
| 2                                                     | Коваленко Юрій Гаврилович           | 03.11.2010            | середня спеціальна | член Політичної партії "ДІТИ ВІЙНИ «НАРОДНА ПАРТІЯ УКРАЇНИ» | СТОВ «Зоря», тракторист                                     |
| Політична партія «Наша Україна»                       |                                     |                       |                    |                                                             |                                                             |
| 6                                                     | Мишковський Віктор Леонідович       | 03.11.2010            | середня            | позапартійний                                               | пенсіонер                                                   |
| 8                                                     | Демчук Василь Петрович              | 03.11.2010            | вища               | позапартійний                                               | пенсіонер                                                   |
| Самовисування                                         |                                     |                       |                    |                                                             |                                                             |
| 1                                                     | Соколовський Валентин Костянтинович | 03.11.2010            | вища               | позапартійний                                               | пенсіонер                                                   |
| 3                                                     | Бойко Юрій Володимирович            | 03.11.2010            | вища               | член Партії регіонів                                        | Кам'янський РВ УМВС, дільничний інспектор                   |
| 4                                                     | Іщенко Микола Семенович             | 03.11.2010            | середня спеціальна | позапартійний                                               | ДП «Косарський СГК», завідувач гаражу                       |
| 5                                                     | Приходько Ярослав Миколайович       | 03.11.2010            | середня            | позапартійний                                               | ДП «Косарський СГК», начальник зміни                        |
| 7                                                     | Демчук Ірина Анатоліївна            | 03.11.2010            | вища               | позапартійна                                                | ДП «Косарський СГК», хімік                                  |
| 10                                                    | Чупринюк Олексій Валерійович        | 03.11.2010            | середня спеціальна | член Партії регіонів                                        | ДП «Косарський СГК», оператор                               |
| 12                                                    | Лосєв Валерій Іванович              | 03.11.2010            | вища               | позапартійний                                               | Кам'янський ВД СО УМВС, начальник ПЦС                       |
| 13                                                    | Божко Валентин Михайлович           | 03.11.2010            | середня спеціальна | позапартійний                                               | ДП «Косарський СГК», водій                                  |
| 14                                                    | Скляренко Микола Петрович           | 03.11.2010            | середня            | позапартійний                                               | СТОВ «Зоря», завідувач ферми                                |
| 15                                                    | Мельник Людмила Олександрівна       | 03.11.2010            | вища               | позапартійна                                                | Косарська сільська рада, секретар                           |
| 16                                                    | Воропай Володимир Іванович          | 03.11.2010            | вища               | позапартійний                                               | фізична особа-підприємець, директор                         |
| 17                                                    | Вовк Ніна Михайлівна                | 03.11.2010            | середня            | позапартійна                                                | Косарська сільська рада, паспортист                         |
| 18                                                    | Гавриленко Наталія Антонівна        | 03.11.2010            | вища               | позапартійна                                                | Косарська загальноосвітня школа, директор                   |
| 19                                                    | Кобзар Світлана Євгенівна           | 03.11.2010            | вища               | позапартійна                                                | Косарська загальноосвітня школа, вчитель                    |
| 20                                                    | Гниляк Олександр Якович             | 03.11.2010            | вища               | позапартійний                                               | ДП «Косарський СГК», начальник планово-економічного відділу |